# Доаб (Тегеран)
Доаб (перс. دوآب‎) — село на севере Ирана, в остане Тегеран. Входит в состав шахрестана Демавенд. Является частью дехестана (сельского округа) Джемабруд бахша Меркези.

## География
Село находится в восточной части остана, к югу от автодороги 79, на расстоянии приблизительно 26 километров (по прямой) к юго-востоку от города Демавенд, административного центра шахрестана. Абсолютная высота — 1422 метра над уровнем моря.

## Население
По данным переписи 2006 года население села составляло 36 человек (19 мужчин и 17 женщин). В Доабе насчитывалось 14 домохозяйств. Уровень грамотности населения составлял 61,1 %. Уровень грамотности среди мужчин составлял 68,4 %, среди женщин — 52,9 %.
В 2016 году в селе имелось 9 домохозяйств и проживало 28 человек (15 мужчин и 13 женщин).
Среди жителей распространён диалект демавенди мазандеранского языка.